# Livingston Football Club 2017-2018
Questa voce raccoglie le informazioni riguardanti il Livingston Football Club nelle competizioni ufficiali della stagione 2017-2018.

## Stagione
- In Scottish Championship il Livingston si classifica al 2º posto (62 punti), dietro al St. Mirren. Ai play-off supera le semifinali battendo il Dundee Utd (4-3 complessivo), poi vince la finale contro il Partick Thistle (3-1 complessivo) ed è promosso in Premiership.
- In Scottish Cup viene eliminato al quarto turno dal Falkirk (0-1).
- In Scottish League Cup viene eliminato ai quarti di finale dall'Hibernian (3-2).

## Maglie e sponsor
| Casa | Trasferta |

## Rosa
| N. |                      | Ruolo | Calciatore        |
| -- | -------------------- | ----- | ----------------- |
| 1  | Scozia (bandiera)    | P     | Neil Alexander    |
| 2  | Scozia (bandiera)    | D     | Jack McMillan     |
| 3  | Scozia (bandiera)    | D     | Jackson Longridge |
| 4  | Scozia (bandiera)    | D     | Alan Lithgow      |
| 6  | Scozia (bandiera)    | C     | Shaun Byrne       |
| 7  | Scozia (bandiera)    | C     | Josh Mullin       |
| 8  | Scozia (bandiera)    | C     | Scott Pittman     |
| 9  | Bulgaria (bandiera)  | A     | Nikolay Todorov   |
| 10 | Scozia (bandiera)    | C     | Steven Boyd       |
| 11 | Scozia (bandiera)    | C     | Nicky Cadden      |
| 14 | Sudafrica (bandiera) | C     | Keaghan Jacobs    |
| 15 | Scozia (bandiera)    | A     | Dylan Mackin      |

| N. |                   | Ruolo | Calciatore       |
| -- | ----------------- | ----- | ---------------- |
| 16 | Scozia (bandiera) | A     | Matthew Knox     |
| 17 | Scozia (bandiera) | C     | Scott Robinson   |
| 19 | Scozia (bandiera) | A     | Dale Carrick     |
| 20 | Scozia (bandiera) | P     | Gary Maley       |
| 21 | Scozia (bandiera) | D     | James Penrice    |
| 22 | Scozia (bandiera) | C     | Craig Henderson  |
| 23 | Italia (bandiera) | C     | Raffaele De Vita |
| 26 | Scozia (bandiera) | D     | Craig Halkett    |
| 29 | Scozia (bandiera) | P     | Jordan Pettigrew |
| 30 | Scozia (bandiera) | A     | Jack Hamilton    |
| 31 | Scozia (bandiera) | D     | Declan Gallagher |
| 32 | Scozia (bandiera) | A     | Kenny Miller     |